# Договір трьох чорних орлів

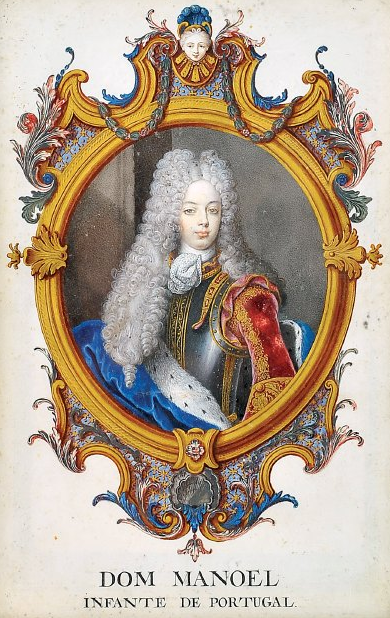
Мануель з Браганзи, інфант Португалії, кандидат на польсько-литовську корону

Договір трьох чорних орлів або Берлінський договір — таємний договір, підписаний у вересні та грудні 1732 року між монархією Габсбургів, Російською імперією та Пруссією.
Договір стосувався спільної політики трьох держав щодо успадкування польського престолу в світлі очікуваної смерті короля Польщі Августа II (та курфюрста Саксонії з дому Веттінів) і польського звичаю королівських виборів. Він мав на меті виключити кандидатури сина Августа, Фрідріха Августа, і Станіслава Лещинського, який уже був королем Польщі з 1704 по 1709 рік.
Однак у 1733 році, коли Станіслава мало бути обраним, Росія та Австрія підписали Льовенвольдський договір (19 серпня 1733 року) на підтримку Фрідріха Августа. Зрештою Станіславу довелося залишити Польщу, і Фрідріх Август був обраний королем Августом III.

## Ім'я
Звичайна назва походить від того, що всі три підписанти використовували чорного орла як державний герб. на відміну від білого орла, символу Польщі. Інша назва — Берлінський договір, де його підписала Пруссія (Росія та Австрія підписали 13 вересня 1732 року, а 13 грудня до них приєдналася Пруссія).

## Терміни
Три сили домовилися, що вони виступатимуть проти іншого кандидата від дому Веттінів, а також проти кандидатури профранцузького поляка Станіслава Лещинського, тестя Людовіка XV. Натомість вони вирішили підтримати або інфанта Мануеля, графа Урема, брата португальського короля, або місцевого П'яста.
Договір трьох чорних орлів мав кілька цілей. Жодна з трьох партій серйозно не підтримала інфанта Мануеля. Угода містила умови, за якими всі три держави погоджуються, що в їхніх інтересах, щоб їхній спільний сусід, Річ Посполита, не вживав жодних реформ, які могли б її посилити, і щоб її обраний монарх ставився до них дружньо. Окрім очевидного посилення впливу трьох держав на Річ Посполиту, Австрія та Росія також стримано хотіли зменшити можливість франко-пруссько-саксонського союзу. Пруссія отримала обіцянки підтримки своїх інтересів у Курляндії (нині південна та західна Латвія).

## Левенвольдський договір
Політична ситуація швидко змінилася, і Договір трьох чорних орлів був замінений незабаром після його формулювання. Зі смертю Августа II 1 лютого 1733 року Австрія та Росія дистанціювалися від попереднього договору, який так і не був ратифікований російською імператрицею. Їх головна мета — розрив франко-саксонсько-прусського альянсу — була вже досягнута, тому вони прагнули заручитися підтримкою різних польських і саксонських фракцій. Таким чином, 19 серпня 1733 року Росія та Австрія уклали з Саксонією договір Левенвольде в особі нового курфюрста Фрідріха Августа II Саксонського. Договір був названий на честь одного з головних дипломатів, які брали участь у переговорах, росіянина Карла Густава фон Левенвольде.
Умови договору Льовенвольде були простими. Росія надасть війська для забезпечення обрання та коронації Фрідріха Августа, а Фрідріх Август, як польський король, визнає Анну Іванівну імператрицею Росії, відмовиться від польських претензій на Ліфляндію та не буде посягати на російські інтереси у Курляндії. Австрія отримала обіцянку, що як король Фрідріх Август відмовиться від будь-яких претензій на австрійську спадщину та поважатиме Прагматичну санкцію 1713 року.

## Наслідки
Пруссія дозволила французькому кандидату Лещинському безпечний проїзд через свої землі і продовжувала протистояти обранню Фрідріха Августа. І Австрія, і Росія заздалегідь публічно заявили, що не визнають Лещинського, якщо він буде обраний. Проте у Волі відбувся елекційний сейм, який 12 вересня 1733 року обрав Лещинського королем, про що оголосив інтеррекс, примас Потоцький. Дипломатичні обіцянки та прихід російських військ під Варшаву 20 вересня спричинили групу «осколків» на чолі з Михайлом Вишневецьким великий канцлер Литви) та Теодором Любомирським (воєвода Краківський) разом з єпископом Познанським (Станіслав Юзеф Хозюш) і краківським єпископом (Ян Александр Ліпський) переселилися в інше передмістя Варшави, де провели нові вибори під охороною російських військ, обравши Фрідріха Августа II Саксонського, який став Августом III Польським.
Втручання різних іноземних держав у вибори в Польщі призвело до війни за польську спадщину (1733—1738) між Августом III з його іноземними союзниками Австрією та Росією проти прихильників Лещинського, які об'єдналися з Францією. Пруссія неохоче послала 10 тис. війська. У Віденському договорі 1738 року, який формально завершив війну, Лещинський відмовився від своїх претензій на польський престол і як компенсацією став герцогом Лотарингії.

## Галерея

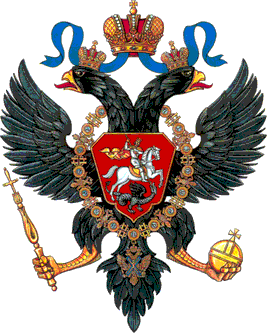
Герб Російської імперії
Особистий гербавстрійського імператора Йосифа II
Чорний орел Пруссії
Герб Речі Посполитої, Білий Орел був гербом Корони Королівства Польського, Литовська погоня була гербом Великого князівства Литовського